# Ceriana neavei
Ceriana neavei är en tvåvingeart som först beskrevs av Mario Bezzi 1915.  Ceriana neavei ingår i släktet griffelblomflugor, och familjen blomflugor. Inga underarter finns listade i Catalogue of Life.